# جيمس إف. هوارد جونيور
جيمس إف. هوارد جونيور (بالإنجليزية: James F. Howard, Jr.)‏ هو مدرس أمريكي، ولد في 3 مايو 1948.